# Panopoda rubricosta
Panopoda rubricosta là một loài bướm đêm trong họ Erebidae.